# Religionsloses Christentum
Religionsloses Christentum und nicht-religiöse Interpretation sind zwei Schlagworte, die der evangelische Theologe Dietrich Bonhoeffer zwischen dem 30. April 1944 und dem 23. August 1944 in Briefen verwandte, die er aus dem Wehrmacht-Untersuchungsgefängnis in Berlin-Tegel an den mit ihm eng befreundeten Theologen Eberhard Bethge schickte. Sie bezeichnen eine neue Auffassung des christlichen Glaubens, die Bonhoeffer in diesen Briefen skizziert.

## Biografischer Hintergrund
Dietrich Bonhoeffer wurde am 5. April 1943 festgenommen, nachdem bei der Festnahme Hans von Dohnanyis ein Zettel gefunden worden war, der auch Bonhoeffer mit Kreisen des Widerstands in Verbindung brachte. Er musste sich über Monate hinweg strapaziösen Verhören durch Oberkriegsgerichtsrat Manfred Roeder stellen und erlitt aufgrund der unmenschlichen Bedingungen im Wehrmachts-Gefängnis Berlin-Tegel zunächst einen Haftschock. Eine kurz nach der Einlieferung geschriebene Notiz dokumentiert sogar Gedanken an Selbstmord: „Kontinuität mit der Vergangenheit und Zukunft unterbrochen […] Selbstmord, nicht aus Schuldbewußtsein, sondern weil ich imgrunde schon tot bin, Schlußstrich, Fazit.“ Eberhard Bethge weist jedoch auch darauf hin, dass es zu den Bedingungen der Konspiration gehörte, Selbstmord ins Auge zu fassen, um der Preisgabe von Informationen durch Folter zu entgehen.
Nach Fürsprache des Berliner Stadtkommandanten Paul von Hase, der mit Bonhoeffer verwandt war, wurde Bonhoeffer besser behandelt. Ab dem 23. Mai 1943 durften seine Eltern ihn regelmäßig besuchen und ihn unter anderem mit Büchern versorgen. Ab dem 18. November wurde ein Kontakt mit Bethge möglich, da Bonhoeffer in den Unteroffizieren Holzendorf, Knobloch und Linke drei Freunde gefunden hatte, die regelmäßig unter Einsatz ihres eigenen Lebens Briefe ins und aus dem Gefängnis schmuggelten. Zum 1. Januar 1944 wurde Roeder versetzt. Sein Nachfolger Helmuth Kutzner trieb das Verfahren gegen Bonhoeffer weit weniger energisch voran. Im April 1944 teilte Karl Sack Bonhoeffer mit, dass er nicht mit einem schnellen Verfahren rechnen, sondern sich auf eine längere Zeit in der Untersuchungshaft einstellen solle.
Es ist umstritten, in welchem Ausmaß die in Tegel entwickelten theologischen Gedanken Bonhoeffers von seiner Situation in der Haft geprägt wurden. Einige Kritiker, darunter Karl Barth, führen die Radikalität von Bonhoeffers Ideen auf den Haftschock zurück. Andere, etwa Eberhard Bethge, weisen darauf hin, dass der erste Schock längst überwunden war, als im Brief vom 30. April 1944 zum ersten Mal vom „religionslosen Christentum“ die Rede war. Dem Argument, dass Bonhoeffer in den Briefen an seine Eltern nüchtern und gefasst wirkte, wird manchmal entgegengehalten, dass sein Stil auch das Bemühen reflektiert, seine Angehörigen vor Sorge zu bewahren.
Briefe an Bethge und in Tegel entstandene Gedichte sprechen dafür, dass Bonhoeffer die psychische Belastung, die der Freiheitsentzug und die Trennung von seiner Verlobten Maria von Wedemeyer für ihn bedeuteten, häufig geschickt zu verbergen wusste.
Unstrittig ist, dass Bonhoeffers Erfahrungen und menschliche Bekanntschaften im Widerstand wie in der Haft zur Weiterentwicklung seiner Theologie beitrugen. Beim Vergleich mit Bonhoeffers früheren wissenschaftlichen Publikationen ist außerdem zu berücksichtigen, dass ihm bei der Arbeit in Tegel keine angemessene Bibliothek zur Verfügung stand und dass er seine Gedanken nicht wie gewohnt im Gespräch mit einem theologisch gebildeten Gegenüber entwickeln konnte.
Nach dem missglückten Attentat vom 20. Juli 1944 sah Bonhoeffer sein Leben wieder unmittelbarer bedroht. Er setzte dennoch seine theologische Arbeit fort und kündigte eine etwa 100 Seiten lange Schrift zur Verdeutlichung seiner Position an, von der er am 3. August einen vierseitigen handschriftlichen Entwurf an Bethge sandte. Im letzten erhaltenen Brief aus Tegel, datiert auf den 23. August, berichtete Bonhoeffer von einem zögerlichen Fortschreiten seiner Arbeit. Die späteren Briefe musste Eberhard Bethge vernichten, als er ebenfalls festgenommen wurde.
Am 22. September 1944 wurden Akten gefunden, die Ludwig Beck versteckt hatte und aus denen hervorging, dass Bonhoeffer tiefer als bisher bekannt in die Aktivitäten des Widerstands eingebunden war. Bonhoeffer fasste einen Fluchtplan, gab ihn nach der Verhaftung seines Bruders Klaus am 1. Oktober jedoch auf, um die Familie nicht weiter zu gefährden. Am 8. Oktober wurde Dietrich Bonhoeffer in das Gestapo-Gefängnis in der Prinz-Albrecht-Straße verlegt, in dem weder Briefkontakte noch Besuche erlaubt waren. Den größten Teil seiner Papiere übergab er vorher seinem Vater; das Manuskript zu seiner Ausarbeitung behielt er jedoch bei sich und arbeitete nach Aussagen von Mitgefangenen bis kurz vor seinem Tod daran. Nach Bonhoeffers Hinrichtung am 9. April 1945 ging der Text verloren.

## Religionsbegriff
Im Anschluss an Paul de Lagarde sah Bonhoeffer die Wurzeln des zu seiner Zeit immer noch vorherrschenden Religionsbegriffs im englischen Deismus der Mitte des 18. Jahrhunderts. Dieser sei gegen den kirchlichen Offenbarungsglauben eingeführt worden.

„In der nachkopernikanischen Welt tritt statt »Glaube« das Wort religio auf (von den englischen Deisten). Es bed[eutet] die letzte, feinste Möglichkeit des Menschen. Der Mensch [wird] als Gott verwandt entdeckt. Die Reformation wird als die Entdeckung dieses Menschen betrachtet.“

In der Folge wurde Religion nicht mehr als Untertugend der Gerechtigkeit verstanden, also als Beachtung traditioneller Vorschriften, sondern als Liebe, Vereinigung mit Gott. Friedrich Schleiermacher bestimmte als Wesen der Religion „Anschauung und Gefühl“, „Sinn und Geschmack fürs Unendliche“. Goethe sind begriffliche Unterscheidungen gleichgültig. Für die Gretchenfrage gibt es die zwei Versionen „Wie hast du’s mit der Religion“ und „Glaubst du an Gott?“. Der Schluss von Fausts Antwort drückt ein emphatisch-religiöses Gefühl aus:

„Nenn’s Glück! Herz! Liebe! Gott!

Ich habe keinen Namen

Dafür! Gefühl ist alles;
Name ist Schall und Rauch,

Umnebelnd Himmelsglut.“

In der Haft auch stark durch Wilhelm Dilthey beeinflusst, sah Bonhoeffer eine so verstandene Religion als historisch überholt an.
Mit Religion als Rückzug auf Innerlichkeit verbunden waren für ihn die Momente der Metaphysik als Fortsetzung der Welt und die Aufspaltung der Wirklichkeit in Teilbereiche, von denen Religion als nur einer angesehen werde. „Religiöses Apriori“ meint eine „als anthropologische Konstante verstandene Fähigkeit und Bereitschaft des Menschen [...], der absoluten Wahrheit eines transzendenten Gottes innezuwerden.“

## Bonhoeffers Ansatz
Bonhoeffer ging von der Frage aus, wie das Evangelium in einer durch die Aufklärung mündig gewordenen Welt so an den autonomen Menschen verkündigt werden könne, dass dieser intellektuell redlich im christlichen Glauben leben kann: „Was mich unablässig bewegt, ist die Frage, was das Christentum oder auch wer Christus heute für uns eigentlich ist.“
Er beobachtete, dass der Krieg keine „religiöse“ Reaktion mehr hervorgerufen habe, und analysierte, die Zeit der klassischen Metaphysik und der Innerlichkeit sei vorbei: Es habe für die meisten keine Relevanz mehr, Gott hinter den Dingen, im Jenseits zu suchen, sich mit individueller Gewissensnot auseinanderzusetzen und Fragen nach dem Seelenheil und nach Erlösung zu stellen. Als Antwort darauf entwickelte Bonhoeffer ein „religionslos-weltliches“ Verständnis der christlichen Lehre.
Wie Karl Barth unterscheidet er zwischen Glaube und Religion und radikalisiert damit die protestantische Entgegensetzung von Gesetz und Evangelium. Der Glaube an Gott steht für ihn ebenso wenig in Frage wie die Gemeinschaft einer Kirche. Er deutet jedoch eine negative Theologie an und fragt, ob überhaupt etwas von Gott gesagt werden könne. Allenfalls können Aussagen über Gott mit größter Vorsicht getroffen, Glaubensinhalte als Geheimnis im Sinn einer Arkandisziplin gehütet werden: „Vor Gott und mit Gott leben wir ohne Gott.“ Religion bezeichnet dagegen den Weg des Menschen zu Gott im Sinn einer natürlichen Anlage, seine Vereinnahmung für Normen und Gesetze, als ihr Schöpfer oder Vollender in Zukunft. „Gott ist nicht mehr religiös oder metaphysisch verfügbare Wirklichkeit“ und ist nicht „innerlich erweisbar“. Dieser Gott ist für Bonhoeffer am Kreuz gestorben. Der Glaube an den Gott Jesu Christi bedeutet Geist (pneuma) gegen Fleisch (sarx) und damit Kritik an existierender Religion und auch an der Kirche.
Während Barth sich angesichts Bonhoeffers späterer Ideen und deren Durchführung „ratlos“ zeigte, gibt es in seinen frühen Schriften Parallelen. So schreibt er in der ersten Auflage des Römerbrief-Kommentars von „Beschneidung, Religion und Kirche“ ganz ähnlich wie Bonhoeffer: „Sie war für Abraham nicht die Bedingung des Heils, sondern nur ein Ausdruck der schon in der Zeit seiner reinen Weltlichkeit zwischen ihm und Gott gestifteten Gemeinschaft.“ Auch Bonhoeffer hatte sich schon seit 1928 gegen eine Trennung von „Gott und Welt, Religion und Realität“ gewandt. In seiner Dissertation Sanctorum communio 1930 diagnostizierte er die Kirchenferne des Bürgertums, kritisierte eine leere Religiosität innerhalb der Kirche und forderte diese zu mehr Ernsthaftigkeit und Gemeinschaft auf. Unter Aufnahme eines Begriffs Friedrich Nietzsches lehnte er in einem Vortrag 1932 sowohl religiöse Weltflucht als auch völlige christliche Anpassung ab:

„Wir sind Hinterweltler oder wir sind Säkularisten; das heißt aber, wir glauben nicht mehr an Gottes Reich.“

In Widerstand und Ergebung schreibt Bonhoeffer dann, er wolle Bultmanns Programm der Entmythologisierung nicht nur auf Begriffe wie „Wunder, Himmelfahrt etc.“ anwenden, „sondern die ‚religiösen‘ Begriffe schlechthin sind problematisch“, etwa „Gott“ oder „Glauben“. Andererseits wollte er keine Reduktion der Bibel auf abstrakte, überzeitliche Aussagen, sondern zum Kern der mythologischen Geschichten und religiösen Begriffe vordringen, der auch einem von der gegenwärtigen Kultur geprägten Menschen verständlich ist – der Haltung des Glaubens. „Bultmanns Ansatz ist eben im Grunde doch liberal (d.h. das Evangelium verkürzend), während ich theologisch denken will.“
Bonhoeffer betonte die Diesseitigkeit des christlichen Gottes durch die Anwesenheit Jesu Christi in der Welt. Christus ist nicht Gegenstand einer als Sonderbereich verstandenen Religion, zu dem Christen einen bevorzugten Zugang hätten, sondern der Glaube an Christus umfasst alle Lebensbereiche. Die Welt ist „Hülle Gottes“, und es lässt sich nur weltlich, nicht an dem Mensch gewordenen Christus vorbei, von Gott reden. Als Zentrum christlicher Glaubenspraxis betrachtete er die Nachfolge Jesu durch ein Leben, das sich auf den Nächsten hin ausrichtet. Er stellte tiefgreifende Forderungen an die christliche Kirche, die das Wort Gottes weniger durch Worte als vielmehr durch menschliches Vorbild verkündigen solle: „Die Kirche ist nur Kirche, wenn sie für andere da ist.“ Als ersten Schritt hierzu solle sie alles Eigentum an Notleidende verschenken. Pfarrer sollten ihren Lebensunterhalt durch freiwillige Spenden ihrer Gemeinde oder einen weltlichen Beruf bestreiten. Dennoch fragt Bonhoeffer nach einer neuen Bedeutung kirchlicher Praxis wie Gottesdienst, Predigt und Gebet, formuliert allerdings keine Antworten.
Inkarnation und Tod Christi führten Bonhoeffer zum Gedanken eines an der Welt leidenden Gottes, der den Menschen beistehe, vergebe und sie zur Anteilnahme auffordere. Diese Vorstellung verdichtete er in seinem Gedicht Christen und Heiden, das von einem Gebet „um Errettung aus Krankheit, Schuld und Tod“ ausgeht. Dieses Gedicht reflektiert eine mystische Erfahrung, die in einer historischen Situation extremer Unmenschlichkeit entstanden ist. In seinem Brief vom 30. April 1944 kritisiert Bonhoeffer andererseits eine religiöse Sprache, die Menschen Schwäche, Versagen und Begrenztheit der Erkenntnis einreden will, um ängstlich Raum für Gott auszusparen. Jedoch seien selbst Tod und Sünde heute keine echten Grenzen mehr. In Rückbesinnung auf das Alte Testament und den Gott, der sich in der gesamten Geschichte des jüdischen Volkes zeigt, schreibt er:

„[…] – und ich möchte von Gott nicht an den Grenzen, sondern in der Mitte, nicht in den Schwächen, sondern in der Kraft, nicht also bei Tod und Schuld, sondern im Leben und im Guten des Menschen sprechen. An den Grenzen scheint es mir besser, zu schweigen und das Unlösbare ungelöst zu lassen. Der Auferstehungsglaube ist nicht die »Lösung« des Todesproblems. Das »Jenseits« Gottes ist nicht das Jenseits unseres Erkenntnisvermögens! Die erkenntnistheoretische Transzendenz hat mit der Transzendenz Gottes nichts zu tun. Gott ist mitten in unserem Leben jenseitig.“

Bonhoeffer stellt die Theodizeefrage nicht abstrakt. Leiden und Tod lösen sich nicht in einer weisen und notwendigen Fügung Gottes auf, sondern behalten ihre oft widersinnige und verzweifeln machende Wirklichkeit. Im Tod Jesu zeigt sich jedoch das „Versprechen der Wirklichkeit Gottes, die auch im Leid nicht zerschellt.“ Dessen konkrete Erfahrung sowie die Solidarität anderer können zur Freiheit führen, das Leben zu lieben, aber den Tod anzunehmen. Darüber hinaus und in Spannung zum obigen Zitat scheinen das Gedicht „Stationen auf dem Wege zur Freiheit“, Bonhoeffers Abschiedsworte vor dem Transport zur Hinrichtung sowie die folgenden Sätze Ostern 1944 zu belegen, dass er bis zum Ende an eine Auferstehung im wörtlichen Sinn glaubte:

„Mit dem Sterben fertig werden bedeutet noch nicht mit [dem] Tod fertig werden. Die Überwindung des Sterbens ist im Bereich menschlicher Möglichkeiten, die Überwindung des Todes heißt Auferstehung.“

## Rezeption und Einordnung
Obwohl Bonhoeffers Aussagen fragmentarisch blieben, empfanden zahlreiche Theologen seine Ideen als Herausforderung. Nach der Veröffentlichung der Briefe aus Tegel durch Eberhard Bethge gab es oft kontrovers diskutierte Versuche, die betreffenden Passagen zu interpretieren und weiterzuentwickeln.

### John A. T. Robinson
1963 erregte der Londoner Suffraganbischof John A. T. Robinson Aufsehen mit seinem Buch Honest to God. Darin zitierte er ausführlich Bonhoeffer und versuchte vorsichtig, ein nichtreligiöses Sprechen zu entwickeln. Seine Haltung wurde plakativ als „Gott-ist-tot-Theologie“ bezeichnet. Er erklärte dagegen, persönlich wenig Schwierigkeiten mit traditionellen religiösen und moralischen Vorstellungen zu haben, habe jedoch den Abschied von einem bestimmten Gottesbild offen diskutieren mögen: „Wenn nun tatsächlich der Atheismus einen erdachten Gott beseitigt und wir ohne einen Gott ‚außerhalb der Welt‘ auskommen können und sogar müssen? Haben wir uns schon einmal klargemacht, daß die Abschaffung eines solchen göttlichen Wesens in Zukunft der einzige Weg sein könnte, dem christlichen Glauben Sinn und Bedeutung zu erhalten?“ Robinson kritisierte den Ansatz der klassischen Gottesbeweise: Ein Wesen, dessen Existenz problematisch ist, wäre ein Sein neben anderen, also nicht Gott. Dagegen deutete er den ontologischen Gottesbeweis sprachkritisch: „Gott ist per definitionem letzte Wirklichkeit. Für die Existenz Gottes als der letzten Wirklichkeit kann es wesensmäßig keine Argumentation geben. Man kann nur fragen, was diese letzte Wirklichkeit ist, ob also zum Beispiel das, was im Herzen der Dinge liegt und was sie am Leben erhält, in personalen oder in nicht-personalen Kategorien beschrieben werden muß.“
Als neuen Ansatz sah Robinson eine Verbindung von Paul Tillichs Vorstellung von Gott als Tiefe der Wirklichkeit mit der Kritik Bonhoeffers an einem „deus ex machina“, einem Lückenbüßer-Gott, der an den Grenzen menschlicher Erkenntnis oder Fähigkeiten eingreift. „Gott ist mitten in unserem Leben jenseitig“ brachte er in Verbindung mit einem Text von D. H. Lawrence:
„Und dann, wenn du dich als Mann erkennst und als Frau … dann weißt du, daß dir das nicht gehört, und daß du damit nicht tun kannst, was du willst, denn du hast es nicht von dir selbst empfangen. Es kommt aus der Mitte – von dem Gott. Jenseits von mir, in der Mitte ist der Gott.“
Im Sinn eines nichtreligiösen Verständnisses könne die reale Begegnung mit und Hingabe an andere Menschen Gebet sein. Kontemplation könne diese Begegnung nachträglich vertiefen, das Wichtigste seien jedoch nicht feste Gebetszeiten, sondern das gesamte Leben, die Welt und Geschichte sollten vor Gott gesehen werden. Ethische Leitlinie könnten nicht mehr vom Wesen Gottes abgeleitete, zeitlose Gesetze sein, sondern eher Augustinus’ schwierige Maxime „Liebe Gott und tue was du willst“.

### Weißenseer Arbeitskreis
Ebenfalls auf Bonhoeffer beriefen sich Hanfried Müller und der Weißenseer Arbeitskreis, eine Gruppe evangelischer Theologen in der DDR. In ihren Sieben Sätzen von der Freiheit der Kirche zum Dienen von 1963 hieß es:
„Im Glaubensgehorsam werden wir unsere Erkenntnis der Wirklichkeit nicht mit der Wahrheit Gottes verwechseln, noch Gottes Wahrheit in Natur und Geschichte statt in seinem Wort suchen. Darum werden wir den Gegensatz zwischen natürlicher Erkenntnis Gottes – Theismus – und natürlicher Unkenntnis Gottes – Atheismus – nicht mit dem Gegensatz von Glauben und Unglauben gleichstellen.
Wir werden die in Jesus offenbare Liebe Gottes zur Welt nur so bezeugen können, daß wir von dem weltanschaulich-philosophischen Gegenüber von Theismus und Atheismus nicht mehr fixiert werden. So leben wir täglich aus Gottes Gnade in sorgloser Gelassenheit und gehorchen Gottes menschenfreundlichem Wort frei gegenüber allen Weltanschauungen und Gedankensystemen, gegenüber allen menschlichen und also auch sozialistischen Geboten der Moral.“

### Gerhard Ebeling
Der evangelische Theologe Gerhard Ebeling traf während seiner Ausbildung im Predigerseminar Finkenwalde auf Dietrich Bonhoeffer und setzte sich intensiv mit dessen Theologie auseinander. Er definiert Religion als „geschichtlich geformte vielgestaltige Verehrung einer Manifestation des Geheimnisses der Wirklichkeit“. Trotz Bonhoeffers Warnung vor einem Reden von Gott primär in menschlicher Schwäche sieht er den „Ort im Leben“ der Religion da, „wo offene Lebensprobleme erfahren werden und eine Transzendenzsituation vorliegt“. Religiös ist das Transzendieren aber nur, wenn es keine Projektion, keine eigene schöpferische Tat ist, sondern „eine Manifestation als Widerfahrnis und Gewährung vorausgeht“, d. h. Offenbarung. Eine so verstandene Religion sieht Ebeling als Urphänomen der Menschheit. Er nimmt die neuen Phänomene der Religionslosigkeit (einschließlich „sprachlosem“ Religionsersatz), Privatisierung der Religion und Säkularisierung ernst und kommt zu dem Schluss:

„Trotz der genannten Faktoren hat die Prognose, daß wir einer völlig religionslosen Zeit entgegengehen, wenig Wahrscheinlichkeit. Symptome gegenteiliger Art sind zahlreich. Das ändert aber nichts daran, daß sich das Phänomen der Religion in einer tiefen Umbruchsituation befindet, die zur Besinnung auf ihre Grundmomente nötigt.“

Wichtig ist Ebeling die kritische Kraft des Glaubens, den er in der Tradition Karl Barths und Dietrich Bonhoeffers von der Religion abgrenzt. „Der Glaube ist nicht Selbstgewißheit, sondern ein Versetztsein des Menschen außerhalb seiner selbst, ein Angenommensein, ein Bejahtsein, ein Geliebtsein“. Dennoch ist Religion Lebensbedingung des Glaubens: „Evangelium [kann] stets nur in Relation zum Gesetz dasein und wirksam sein“, und „zur sachgemäßen Interpretation des Gesetzes [ist] die religiöse Dimension unumgänglich“. Den im Christentum betonten Wahrheitsanspruch („vera religio“) sieht er nicht zunächst in dogmatischen Sätzen, sondern in der Relativierung der Religionen – ausdrücklich auch der christlichen – auf das Evangelium hin:

„Als unzweideutige Instanz des Evangeliums kann letztlich nur ein Name angegeben werden. Durch die Konzentration des Christlichen auf den Glauben an Jesus Christus ist grundsätzlich festgehalten, daß das Christentum als Religion nicht mit der Wahrheit identisch ist, die Wahrheit vielmehr ihm selbst extern ist. Nur in dem Maße, wie alles am Christentum auf Jesus Christus bezogen und auf ihn hin relativiert wird, hat es an der Wahrheit teil.“

Das innere Berührtsein im Glauben drängt zum Öffentlichmachen nicht eines herrschenden, triumphierenden, sondern des liebenden und gekreuzigten Christus, wobei die Gewinnung für das Christentum als Religion nicht das Entscheidende ist. Auch erkennt Ebeling das Problem der Verbindung mit der „kulturellen und politischen Überlegenheit des Missionierenden“, selbst in entwicklungspolitisch helfender Absicht. Die im Evangelium gemeinte Wahrheit steht quer zu den Religionen, und die christliche ist somit nicht Bedingung des Heils. In diesem Sinn ist selbst die radikale Religionskritik Folge der Idee der „vera religio“.

### Neuere Bonhoeffer-Forschung
Ohne die Kritik an Jenseitsvorstellungen zu thematisieren, konzentriert sich Ernst Feil auf das von ihm herausgearbeitete Religionsverständnis Bonhoeffers und teilt die Diagnose eines Traditionsbruchs: „Die Phase einer spezifisch neuzeitlichen, nämlich in besonderer Weise erfahrenen, gefühlten »Religion« hat die Krisen nicht überstanden, die mit dem Ersten Weltkrieg begannen“, und ein „nicht mehr goethesche[s] Christentum“ werde sich weiterentwickeln. Während der Kriegsausbruch 1914 von Intellektuellen, auch Religionsphilosophen wie Ernst Troeltsch und Max Scheler enthusiastisch begrüßt wurde, löste der Zweite Weltkrieg nach Bonhoeffers Analyse keine größere religiöse Bewegung aus. Auch sein Lebensweg spiegele diese Entwicklung: Während er in den Barcelona-Vorträgen 1928/29 noch eine grundsätzlich positive Haltung zum Verteidigungskrieg hatte, sie aber bereits mit einer Kritik an Religion verband, war er zur Zeit seiner Fragen nach einem religionslosen Christentum zu einem entschiedenen Pazifisten geworden.
Die sehr kontroversen Definitionen und Positionen zum Thema Religion zeigen nach Feil, dass es kein in einer menschlichen Natur liegendes religiöses Apriori gibt. Glaube lässt sich nicht darauf begründen, sondern umgekehrt beruht jede Überzeugung letztlich auf Glauben. Glaube und Vernunft sind seit Karl Popper keine Gegensätze mehr, und Glaube ist zunächst ein anspruchsloses, viel leichter als Religion übersetzbares, nicht eurozentrisches Wort. Daher eignet es sich als „Grundbegriff für die Gestalt des Christentums im 21. Jahrhundert“. Dazu gehören wesentlich Nachfolge Jesu und Weltverantwortung, Glaube kann jedoch auch mit einer alten oder erneuerten Form von Religion verbunden sein. Feil plädiert für ein Offenhalten seiner zukünftigen Gestalt.
Sabine Dramm stellt ebenfalls eine – trotz Schwankungen – seit den 1950er Jahren „zunehmende Gottes-, Kirchen- und Religionsferne“ fest. Auch Phänomene neuer Religiosität seien keine Massenbewegungen, und selbst für kirchlich gebundene oder anders spirituell interessierte Menschen seien die Gegensätze der Lebenswelten so groß, dass Religion, Glaube oder Kirche im Alltag kaum eine Rolle spielten, zumindest in der weißen westeuropäischen Welt. Dramm hält daher Bonhoeffers Anspruch eines die gesamte Wirklichkeit umfassenden Christentums für uneingelöst. Auch wenn er nicht auf Gebet, Geheimnis und Gottesdienst verzichten wollte, sei eine Funktionalisierung von Religion für Integration, Legitimation und Kompensation abzulehnen. Sie dürfe nicht zur „Ideologie der romantischen Subjektivität“ (Jürgen Moltmann) werden. Die Kirche der Gegenwart müsse „der Versuchung widerstehen, sich dem gefürchteten und geliebten Zeitgeist übermäßig anzupassen, um dem unerwarteten Aufflackern des Religiösen akzeptabel zu sein“, und sich an alle Menschen wenden, auch nicht von Religiosität und Spiritualität ergriffene. Bonhoeffer stehe für ein auch politisches, widerständiges, eigensinnigeres, ärmeres und ohnmächtigeres Christentum. Als Beispiele nennt sie die 1943 entstandene, 1954 vom Vatikan verbotene Bewegung der Arbeiterpriester, ökumenische Basisgruppen der Hospizbewegung, Aktionen der Ordensleute für den Frieden im Frankfurter Bankenzentrum und die Wiederentdeckung des Kirchenasyls.

### Eurozentrik
Hubert G. Locke kritisiert eine weiße, westlich orientierte Perspektive. In der religiös geprägten afro-amerikanischen Bürgerrechtsbewegung und der radikalen Theologie sei Bonhoeffer gegensätzlich interpretiert worden. Während diese die Mündigkeit der Welt betonte, die ohne Gott auskomme, hörten jene seinen Ruf zum Leiden mit Christus in der Geschichte und bezogen ihre politische Motivation aus dem Glauben an den Gott des Exodus.
Weltweit konnte in der zweiten Hälfte des 20. Jahrhunderts kein allgemeines Absterben religiöser Traditionen beobachtet werden. Bonhoeffer entwickelte seine Thesen vor dem Hintergrund der europäisch-amerikanischen Philosophie und stellte in deren neuerer Geschichte eine Überwindung des klassischen metaphysischen Weltbilds fest, die Sinnlosigkeit des Begriffs eines jenseitigen Gottes, welcher – in Wittgensteins Terminologie – über die letztlich durch Erfahrung bestimmten Grenzen der Sprache hinausgeht, die die Grenzen der Welt sind.
Ein solches theoretisches Gottesbild ist jedoch hauptsächlich im Christentum ein umstrittenes Thema und wird zugespitzt von offiziellen katholischen Verlautbarungen etwa der Glaubenskongregation vertreten. Zentrale Fragen sind die nach Jesus Christus als Gott und Mensch, der Dreifaltigkeit oder die Lehre von der Transsubstantiation. Das in der antiken griechischen Philosophie wurzelnde Verständnis religiöser Aussagen spielt jedoch weder im Judentum, Islam, Hinduismus, Buddhismus, Daoismus, Konfuzianismus oder in ethnischen Religionen eine entscheidende Rolle. Eine Ausnahme bildet – ähnlich wie bei Bonhoeffer – die Vorstellung eines Lebens nach dem Tod bzw. der Wiedergeburt, die sich allerdings ebenfalls nicht auf ein abstraktes Wesen Gottes bezieht, sondern auf die Zukunft des Menschen und der Welt. Eher stehen Praxis, Lebenseinstellungen und gemeinsame Werte im Vordergrund, und religiöse Feste und Riten werden auch von durch Wissenschaft, arbeitsteilige, spezialisierte Wirtschaft, Medien und Weltkultur geprägten Menschen gefeiert. Die akzeptierten Formen von Religion verändern sich, diese behält jedoch mit unterschiedlichem Gewicht ihren Stellenwert in allen Gesellschaften, unabhängig auch von politischen Systemen.

### Neue spirituelle Bewegungen
Ein Beispiel für Gemeinden, die Traditionen christlicher Kirchen und anderer Religionen „ohne Religion“ und auch auf atheistischer Grundlage wiederbeleben wollen, ist die Ende 2014 in 28 Städten verbreitete „Sunday Assembly“. In London trifft sie sich an einem Sonntag im Monat zu Singen, Popsongs, Lesungen, Vorträgen und Schweigen. Auch gegenseitige Hilfe und soziales Engagement sind wichtig.
Offenheit gegenüber unterschiedlichen Weltanschauungen und religiösen Bekenntnissen kennzeichnet auch die Churches of Truth, einige Gemeinden in den USA und Kanada, die sich als Teil der Neugeistbewegung (New Thought Movement) verstehen. Es besteht jedoch eine Tendenz zu einem deistischen, pantheistischen Religionsverständnis, das Bonhoeffer als überholt ansah und dem Glauben entgegensetzte: Mit Hilfe von Meditation, Kontemplation und bewusstem Leben wird eine „direkte und persönliche Erfahrung Gottes“ angestrebt. Dieses Wecken spiritueller Energien soll zu Gesundheit, Harmonie und Überfluss führen. Die seit den 1990er Jahren ohne Pfarrer gemeinschaftlich organisierte und sich dann nicht mehr zur Neugeistbewegung zählende Church of Truth in Victoria betont darüber hinaus die Wertschätzung für die Natur und setzt sich für friedlichen politischen Wandel ein.